# Nicholas Farrell
Nicholas Farrell (registrado como Nicholas Frost, nacido en 1955) es un actor de teatro, cine y televisión británico.

## Carrera
La actividad teatral de Farrell incluye obras como The Cherry Orchard, Camille y The Crucible y, con la Royal Shakespeare Company, The Merchant of Venice, Julius Caesar y Hamlet. En el Chichester Festival 2011 actuó con los maestros de escuela Dewley y Crocker-Harris en los programas South Downs y The Browning Version.

## Películas seleccionadas y apariciones en televisión
Créditos cinematográficos que lo incluyen:
- Chariots of Fire (1981) como Aubrey Montague
- Greystoke: The Legend of Tarzan, Lord of the Apes (1984) como Sir Hugh Belcher
- A Midwinter's Tale / In the Bleak Midwinter (1995) como Tom Newman (Laertes, Fortinbrás, y mánager)
- Othello (1995) como Montano
- Twelfth Night, or What You Will (1996) como Antonio
- The Treasure Seekers (1996)
- Hamlet (1996) como Horacio
- Legionnaire (1998) como Mackintosh
- Pearl Harbor (2001) como RAF Squadron Leader
- Charlotte Gray (2001) como Mr. Jackson
- Bloody Sunday (2002) como el brigada Maclellan
- The Third Wave (2003) como Frank Devlin
- Driving Lessons (2006) como Robert Marshall
- Amazing Grace (2006) como Henry Thornton
- The Iron Lady (2011) como Airey Neave
- Grace of Monaco (2014) como Jean-Charles Rey

Créditos en televisión que lo incluyen:
- Matador (1978) como Jim Donaldson
- The Manhood of Edward Robinson (1981) como Edward Robinson
- Mansfield Park (1983) como Edmund Bertram
- The Jewel in the Crown (1984) como Teddy Bingham
- Casualty, Facing Up (1991) como Phil Byron
- Lovejoy, episodio "The Italian Venus" (1991) como Douglas Holden
- Agatha Christie's Poirot- episodio "The ABC Murders" (1992) como Donald Fraser
- Shakespeare: The Animated Tales: "Hamlet" (1992) como Hamlet (voz)
- The Riff Raff Element (1993)
- Lipstick on Your Collar (1993) como Mayor Church
- To Play the King (1993) como David Mycroft
- MacGyver: episodio "Trail to Doomsday" (1994) como Paul Moran
- Bramwell (1995) como Mayor Stuart Hyde
- The Choir (1995) como Leo Beckford
- Sharpe's Regiment (1996) como Lord Fenner
- Drop the Dead Donkey, episodio "Dave and Diana" (1996) como Martin Jones
- Sex, Chips & Rock n' Roll (1999) como Howard Brookes
- Midsomer Murders, episodio "Strangler's Wood" (1999) como John Merrill
- The Jury (2002) como Jeremy Crawford (Jurado #5)
- Sparkhouse (2002) como Paul Lawton
- Spooks, The Rose Bed Memoirs (2002) como Richard Maynard
- Absolute Power, episodio "Mr Fox" (2003) como Simon Wellington
- Foyle's War, The Funk Hole (2003) como el inspector jefe James Collier
- Trial & RetributionVIII: Blue Eiderdown (2004) como Jonathan Southwood, parlamentario
- Agatha Christie's Poirot- episodio "The Mystery of the Blue Train" (2005) como Major Knighton
- Jericho, episodio "To Murder and Create" (2005) como Charles Hewitt
- Casualty 1906 (2006) como Sydney Holland
- Persuasion (2007 TV drama)|Persuasion]] (2007) como Mr. Musgrove
- The Inspector Lynley Mysteries, episodio "Limbo" (2007) como Sam Oborne
- Casualty 1907 (2008) como Sydney Holland
- Casualty 1909 (2009) como Chairman Sydney Holland
- The Diary of Anne Frank (2009) como Mr. Dussell
- Torchwood (2009) como Primer ministro Brian Green
- Collision (2009) como Guy Pearson
- Lewis (2010) como el profesor Milner
- New Tricks (2011) como James Winslow